# Aleksandr Sujomlin
Aleksandr Vasílievich Sujomlin (en ruso: Александр Васильевич Сухомлин; Krasnopillia, 5 de noviembre de 1900 – Moscú, 7 de octubre de 1970) fue un líder militar soviético que combatió durante la Segunda Guerra Mundial en las filas del Ejército Rojo donde alcanzó el grado de teniente general (1942).

## Biografía
Sujomlin nació el 5 de noviembre de 1900 en Krasnopillia un pueblo de la gobernación de Chernígov, en esa época situado en el Imperio ruso, actualmente ubicado en el óblast de Chernígov en Ucrania. Se graduó en una escuela industrial en Irkutsk en 1917 y trabajó como metalúrgico en la estación local del ferrocarril Transbaikal.
En 1918 se unió a la Guardia Roja como servidor de ametralladora y ayudó a sofocar la Revuelta de la Legión Checoslovaca. Sirvió en varios barcos de vapor soviéticos en el lago Baikal. Fue transferido al Frente del Amur después de que el Imperio del Japón y el Movimiento Blanco tomaran Jabárovsk, situada en el río Amur. Posteriormente, completó el curso Vystrel y luego se graduó de la Academia Militar Frunze. Fue director del departamento de formación de la facultad en la Academia Militar Frunze y posteriormente comisionado del curso preparatorio de la academia entre 1931 y 1933. En 1936 fue nombrado inspector adjunto del Ejército Especial Bandera Roja del Lejano Oriente. En 1937, se convirtió en director de los cursos superiores de la Academia Militar del Estado Mayor General de las Fuerzas Armadas de la URSS, tras graduarse en dicha institución en octubre de 1936. En febrero de 1941, fue nombrado profesor adjunto.
En junio de 1941, al inicio de la invasión alemana de la Unión Soviética, Sujomlin fue nombrado subjefe del Estado Mayor del Frente Noroeste, con su centro en Leningrado. En septiembre, fue elegido jefe del Estado Mayor interino del 54.º Ejército, que formaba parte del Frente de Leningrado. En enero de 1942, asumió brevemente el mando del 8.º Ejército del Frente del Vóljov antes de asumir el mando del 54.º Ejército, recuperándose de la derrota soviética en la batalla de Liubán. Lideró el ejército en febrero de 1943 durante la operación Estrella Polar, un intento fallido de levantar el sitio de Leningrado. Su función era atacar hacia Tosno y unirse al 55.º Ejército que atacaba desde Krasni Bor. Sujomlin fue degradado a subcomandante del ejército por su fracaso. En marzo, fue nombrado subcomandante del Frente del Vóljov y en junio, jefe del Estado Mayor del 5.º Ejército del Frente Oeste.
En agosto de 1943, asumió el cargo de jefe de Estado Mayor del 10.º Ejército de la Guardia y en septiembre fue nombrado su comandante. Reemplazó a Kuzma Trubnikov, a quien se culpó de los primeros fracasos de la operación Suvorov, un intento de liberar Smolensk. Bajo su mando, el 15 de septiembre, el 10.º Ejército de Guardias rompió el flanco derecho del IX Cuerpo de Ejército del 4.º Ejército alemán al oeste de Yelnia y luego avanzó sobre Smolensk desde el suroeste. Las tropas bajo su mando obtuvieron distinción por su desempeño durante la operación. En febrero de 1944, asumió el cargo de subdirector de la Academia Militar Frunze, puesto en el que permaneció el resto de la guerra.
En enero de 1949, fue nombrado jefe del departamento de historia militar y, en diciembre de 1953, profesor titular del Departamento de Estrategia de la Academia Militar Superior Voroshilov (actual Academia Militar del Estado Mayor General de las Fuerzas Armadas de Rusia). En febrero de 1956, realizó un viaje a la República Popular China, donde se desempeñó como asesor militar superior del director de la academia militar del Ejército Popular de Liberación (EPL). En mayo de 1959, fue asignado al Comandante en Jefe de las Fuerzas Terrestres Soviéticas y, en junio, al Estado Mayor General de las Fuerzas Armadas de la Unión Soviética para realizar trabajos de investigación. En agosto de 1960, regresó a la academia militar del Estado Mayor General como profesor titular del Departamento de Estrategia, donde permaneció hasta su retiro del servicio activo en junio de 1963.

## Condecoraciones
A lo largo de su carrera militar, Aleksandr Sujomlin recibió las siguientes condecoraciones
Unión Soviética
|  | Orden de Lenin (21 de febrero de 1945) |
|  | Orden de la Bandera Roja, cinco veces (22 de febrero de 1938, 6 de febrero de 1942, 3 de noviembre de 1944, 15 de noviembre de 1950, etc.) |
|  | Orden de Suvórov de 2.do grado (28 de septiembre de 1943)                                                                                  |
|  | Medalla por la Defensa de Leningrado |
|  | Medalla por la Victoria sobre Alemania en la Gran Guerra Patria 1941-1945 (1945)                                                           |
|  | Medalla del 20.º Aniversario del Ejército Rojo de Obreros y Campesinos                                                                     |
|  | Medalla Conmemorativa por el Centenario del Natalicio de Lenin «Al valor militar»                                                          |
|  | Medalla Conmemorativa del 20.º Aniversario de la Victoria en la Gran Guerra Patria de 1941-1945 (1965)                                     |
|  | Medalla del 30.º Aniversario de las Fuerzas Armadas de la URSS                                                                             |
|  | Medalla del 40.º Aniversario de las Fuerzas Armadas de la URSS                                                                             |
|  | Medalla del 50.º Aniversario de las Fuerzas Armadas de la URSS                                                                             |
|  | Medalla Conmemorativa del 800.º Aniversario de Moscú                                                                                       |
|  | Medalla Conmemorativa del 250.º Aniversario de Leningrado                                                                                  |

Otros países
|  | Orden de la Cruz de Grunwald de 2.do grado |
|  | Medalla de la Amistad Chino-Soviética      |

## Promociones
- Kombrig (22 de febrero de 1938)
- Mayor general (4 de junio de 1940)
- Teniente general (10 de noviembre de 1942).[6]